# Olena Župina
Olena Hryhorivna Župina (in ucraino Олена Григорівна Жупіна?; Zaporižžja, 23 agosto 1973) è una tuffatrice ucraina nata in Unione Sovietica.
È stata campionessa del mondo nella piattaforma e nel sincro 10 metri ai Campionati mondiali di nuoto di Perth 1998. Ha rappresentato l'Ucraina ai Giochi olimpici di Atlanta 1996, Sydney 2000 e Atene 2004. A Sydney ha vinto la medaglia di bronzo nel concorso del trampolino 3 metri sincro in coppia con la compagna di nazionale Hanna Sorokina.

## Palmarès
- Giochi olimpici

Sydney 2000: bronzo nel trampolino 3 metri sincro femminile
- Mondiali di nuoto

Perth 1998: oro nella piattaforma 10 m e nella piattaforma 10 m sincro
- Europei di nuoto
- Sheffield 1993: bronzo nella piattaforma 10 m
- Istanbul 1999: oro nella piattaforma 10 m; oro nel trampolino 3 m sincro
- Helsinki 2000: bronzo nella piattaforma 10 m; bronzo nel trampolino 3 m sincro; bronzo nella piattaforma 10 m sincro
- Berlino 2002: argento nella piattaforma 10 m sincro
- Madrid 2004: argento nella piattaforma 10 m
- Europei di nuoto
- Anversa 1991: argento nella piattaforma Donne - categoria "A"